# 全国小学生陸上競技交流大会
全国小学生陸上競技交流大会（ぜんこくしょうがくせいりくじょうきょうぎこうりゅうたいかい）は、毎年9月に神奈川県横浜市の横浜国際総合競技場で開催される小学生の陸上競技大会。日本陸上競技連盟主催、日清食品ホールディングス株式会社協賛。

## 概要
1985年に創設。当初から日清食品が協賛しているため、日清食品カップとして開催されている。
小学生の陸上競技の中では重要な大会の一つであり、末續慎吾、池田久美子、大久保嘉人（サッカー選手）などの有名なアスリートがこの大会に出場した経験を持つ。また大会では少年少女の陸上競技に長年貢献された指導者に安藤百福記念章の表彰も行われる。なお日本陸連では小学生の競技者登録ができない。
2007年は同年の世界選手権会場の大阪市の長居陸上競技場で、またかつては旧国立競技場で開催された。また2020年はオリンピック・パラリンピック開催の影響で9月20日に開催予定だったが中止。2024年は9月22日に国立競技場で開催。25年は世陸の関係で11月2日開催予定
大会の模様は後日Eテレで中継録画される。

## 参加要件
※以下は2017年現在のもの。
小学生5・6年生に該当する年齢で、各都道府県での地方大会・選考会を経て選ばれた代表選手22名までと指導者4名までが参加できる。

## 実施種目
※以下は2023年現在のもの、男女それぞれ実施。
- 5年生100m
- 6年生100m
- 混合4×100mリレー（2021年は実施せず）
- コンバインド（Aは80mハードル、走高跳、Bは走幅跳とジャベリックボール投）

## 大会記録

### 男子
| 種目          | 記録   | 選手       | 所属       | 回     | 年     | 備考 |
| ------------- | ------ | ---------- | ---------- | ------ | ------ | ---- |
| 5年100m       | 12秒48 | 服部蓮太郎 | （奈良）   | 第33回 | 2017年 |      |
| 6年100m       | 11秒72 | 服部蓮太郎 | （奈良）   | 第34回 | 2018年 |      |
| コンバインドA | 2497点 | 大西凌駆   | ゆめおりAC | 第39回 | 2023年 |      |
| コンバインドB | 2613点 | 藤澤けい   | 福岡陸協   | 第40回 | 2024年 |      |

### 女子
| 種目          | 記録            | 選手     | 所属           | 回     | 年     | 備考 |
| ------------- | --------------- | -------- | -------------- | ------ | ------ | ---- |
| 5年100m       | 13秒04          | 渡辺幸穂 | RUN.JP         | 第34回 | 2018年 |      |
| 6年100m       | 12秒41（-1.4m） | 新井凛生 | ペンタスAC東京 | 第39回 | 2023年 |      |
| コンバインドA | 2436点          | 山口葵生 | 軽井沢A&AC     | 第40回 | 2024年 |      |
| コンバインドB | 2145点          | 藤本茉優 | かなざわ総合SC | 第37回 | 2021年 |      |

### 混合
| 種目         | 記録   | 選手 | 所属    | 回     | 年     | 備考 |
| ------------ | ------ | ---- | ------- | ------ | ------ | ---- |
| 4x100mリレー | 50秒39 |      | 安城JAC | 第35回 | 2019年 |      |

## 過去の大会記録

### 男子
| 種目                 | 記録   | 選手                              | 所属             | 回     | 年     | 備考 |
| -------------------- | ------ | --------------------------------- | ---------------- | ------ | ------ | ---- |
| 80mH                 | 11秒71 | 寺町達也                          |                  | 第28回 | 2012年 |      |
| 4x100mリレー         | 48秒65 | 加瀬翔太 石川翼 関根功織 町田裕亮 | TOJ（栃木）      | 第30回 | 2014年 |      |
| 走高跳               | 1m58   | 中村亮輔                          |                  | 第17回 | 2001年 |      |
| 走幅跳               | 5m74   | 山形昌平                          |                  | 第6回  | 1990年 |      |
| ジャベリックボール投 | 68m40  | 樋笠六星                          | 大見小（香川田） | 第34回 | 2018年 |      |

### 女子
| 種目                 | 記録   | 選手                                  | 所属            | 回     | 年     | 備考 |
| -------------------- | ------ | ------------------------------------- | --------------- | ------ | ------ | ---- |
| 80mH                 | 12秒20 | 田島七里香                            | TSM（愛知）     | 第33回 | 2017年 |      |
| 4x100mリレー         | 50秒99 | 藤井鈴奈 土居幸愛 藤江美空 北田野々花 | 岡崎JAC（愛知） | 第32回 | 2016年 |      |
| 走高跳               | 1m47   | 中澤梨南                              |                 | 第29回 | 2013年 |      |
| 走幅跳               | 5m15   | 山崎百華                              |                 | 第28回 | 2012年 |      |
| ジャベリックボール投 | 54m83  | 千葉春花                              |                 | 第32回 | 2016年 |      |